# Чемпионская игра НФЛ 1941
Чемпионская игра чемпионата НФЛ 1941 — решающий матч по американскому футболу. В матче, который прошел 21 декабря 1941 года, играли «Нью-Йорк Джайентс» и «Чикаго Беарз». Зрителей было 13 341, это самое маленькое количество зрителей за всю историю игр НФЛ и Супербоулов. Чикаго выиграл игру со счетом 37:9.

## Офишел
- Рефери: Эмиль Хэинтс
- Ампайр: Джон
- Главный лайнсмен: Чарли Берри
- Филд джадж: Чак Суини

НФЛ добавит ещё трех судьей в последующие года.

## Ход матча
В первой половине, «Чикаго» забил три филд-гола, а «Нью-Йорк» ответил тачдауном. Во второй половине, «Нью-Йорк» первым набрал очки, забив филд гол. «Чикаго» оформил четыре тачдауна подряд и выиграл игру со счетом 39:9. После последнего тачдауна, Рэй Маклин, кикер «Чикаго», забил дроп-кик и это будет последним удачным дроп-киком за 64 года. Следующий удачный дроп-кик произойдет в 2005 году.
CHI-Чикаго, NY-Нью-Йорк, ЭП-Экстрапоинт
■ Первая четверть:
- CHI-14-ярдовый филд гол, Чикаго повёл 3:0
- NY-31-ярдовый тачдаун (экстрапоинт не забит), Нью-Йорк повёл 6:3

■ Вторая четверть:
- CHI-39-ярдовый филд гол, ничья 6:6
- CHI-37-ярдовый филд гол, Чикаго повёл 9:6

■ Третья четверть:
- NY-16-ярдовый филд гол, ничья 9:9
- CHI-2-ярдовый тачдаун+ЭП, Чикаго повёл 16:9
- CHI-7-ярдовый тачдаун+ЭП, Чикаго ведёт 23:9

■ Четвёртая четверть:
- CHI-5-ярдовый тачдаун+ЭП, Чикаго ведёт 30:9
- CHI-возврат фамбла в тачдаун на 42 ярда+удачный дроп-кик, Чикаго ведёт 37:9

## Смерти во второй мировой войне
Квотербек «Чикаго», Янг Басси был убит во второй мировой войне, в битве рядом с Филиппинами. Его тело никогда не было найдено. Джексон Луммус, тайт-энд «Нью-Йорка», был убит в битве за Иводзиму.